# Dillon County
Dillon County är ett administrativt område i delstaten South Carolina, USA. År 2010 hade countyt 32 062 invånare. Den administrativa huvudorten (county seat) är Dillon.

## Geografi
Enligt United States Census Bureau har countyt en total area på 1 054 km². 1 049 km² av den arean är land och 5 km² är vatten.

### Angränsande countyn
- Robeson County, North Carolina - nord
- Columbus County, North Carolina - nord
- Horry County, South Carolina - öst
- Marion County, South Carolina - syd
- Florence County, South Carolina - sydväst
- Marlboro County, South Carolina - väst